# Melchor Concha y Toro
Melchor de Santiago-Concha y Toro —adoptó el nombre de Melchor de Concha y Toro mientras fue senador— (Santiago, 10 de octubre de 1834–ibídem, 21 de julio de 1892) fue un empresario, abogado y político chileno.

## Primeros años de vida
Hijo de Melchor de Santiago Concha y Cerda y de Damiana de Toro Guzmán, nieta de Mateo de Toro Zambrano. Realizó sus estudios en el Instituto Nacional, y continuó sus estudios en la facultad de derecho de la Universidad de Chile, titulándose de abogado el 17 de enero de 1857.

### Matrimonio e hijos
Melchor de Concha y Toro casó el 20 de noviembre de 1862 con Emiliana Subercaseaux Vicuña, nieta de Francisco Ramón Vicuña, entre sus hijos se cuenta a Juan Enrique, Carlos, Daniel, Emiliana, Lucía casada con Joaquín Prieto Hurtado.

## Vida política

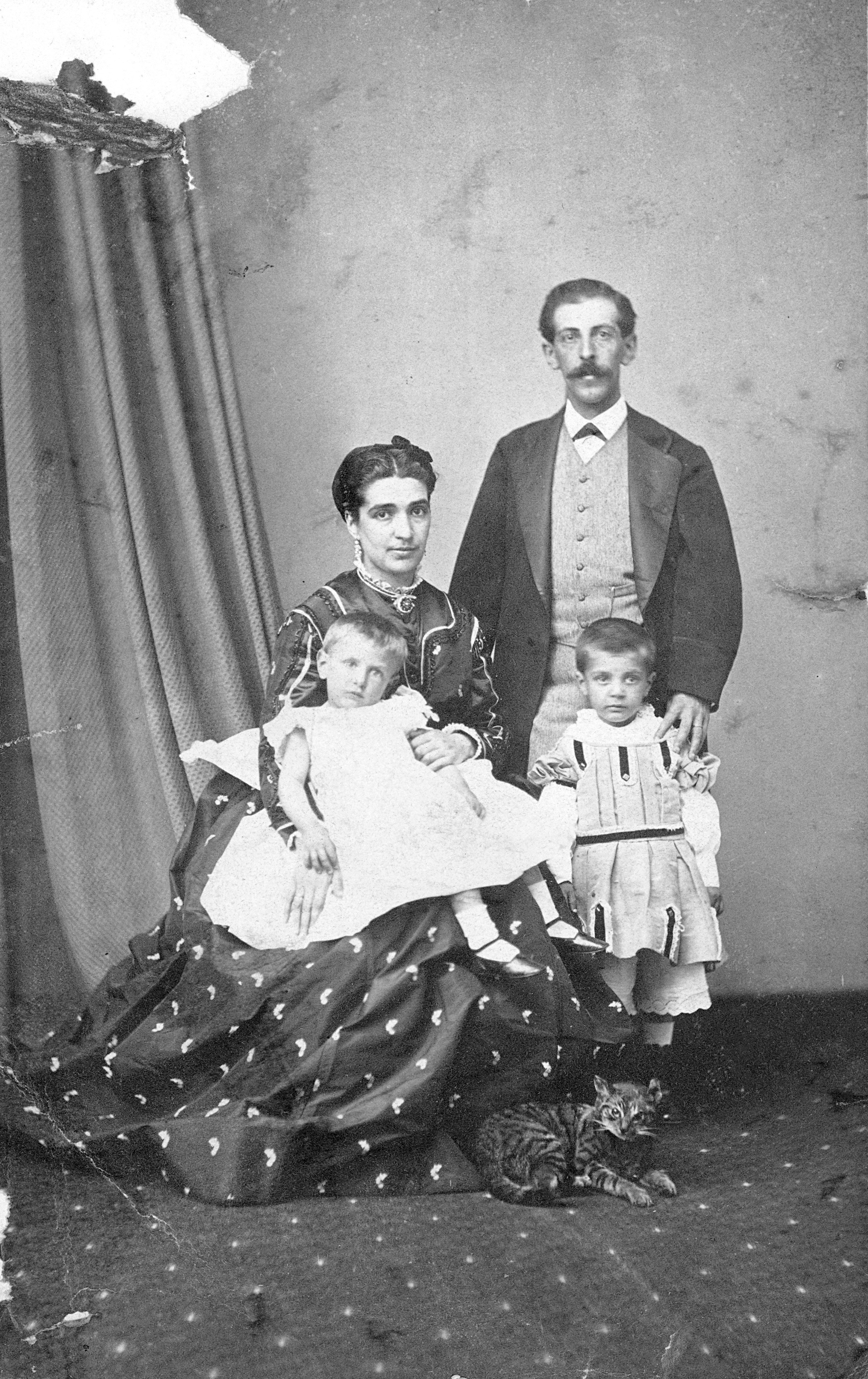
Don Melchor Concha y Toro junto a Doña Emiliana Subercaseaux y sus hijos Daniel y Carlos.

Ingresó a la política en 1864 al ser electo diputado por Melipilla. Aficionado a los negocios, se convirtió en gerente del Banco Garantizador. Ingresó a la Facultad de Leyes de la Universidad de Chile, en la cual se presentó con un libro histórico que le había encomendado la Universidad titulado Chile durante los años 1824 y 1828.
En 1869 fue nombrado ministro de Hacienda del presidente José Joaquín Pérez, ejerciendo hasta el 2 de agosto de 1870.
Entre 1861 y 1871 perteneció al Partido Conservador, pero luego se volvió un liberal moderado. Fue reelegido como diputado hasta 1886, cuando fue elegido para el senado por Santiago. En 1889 fue presidente de la Bolivian Huanchaca Company. En 1891 renunció a su cargo a favor de la revolución contra el presidente José Manuel Balmaceda.
El Cité Concha y Toro fue encargado por él al arquitecto Emilio Doyere, para que sus parientes en desfavorecida situación económica tuviesen dónde residir.

## Viña Concha y Toro

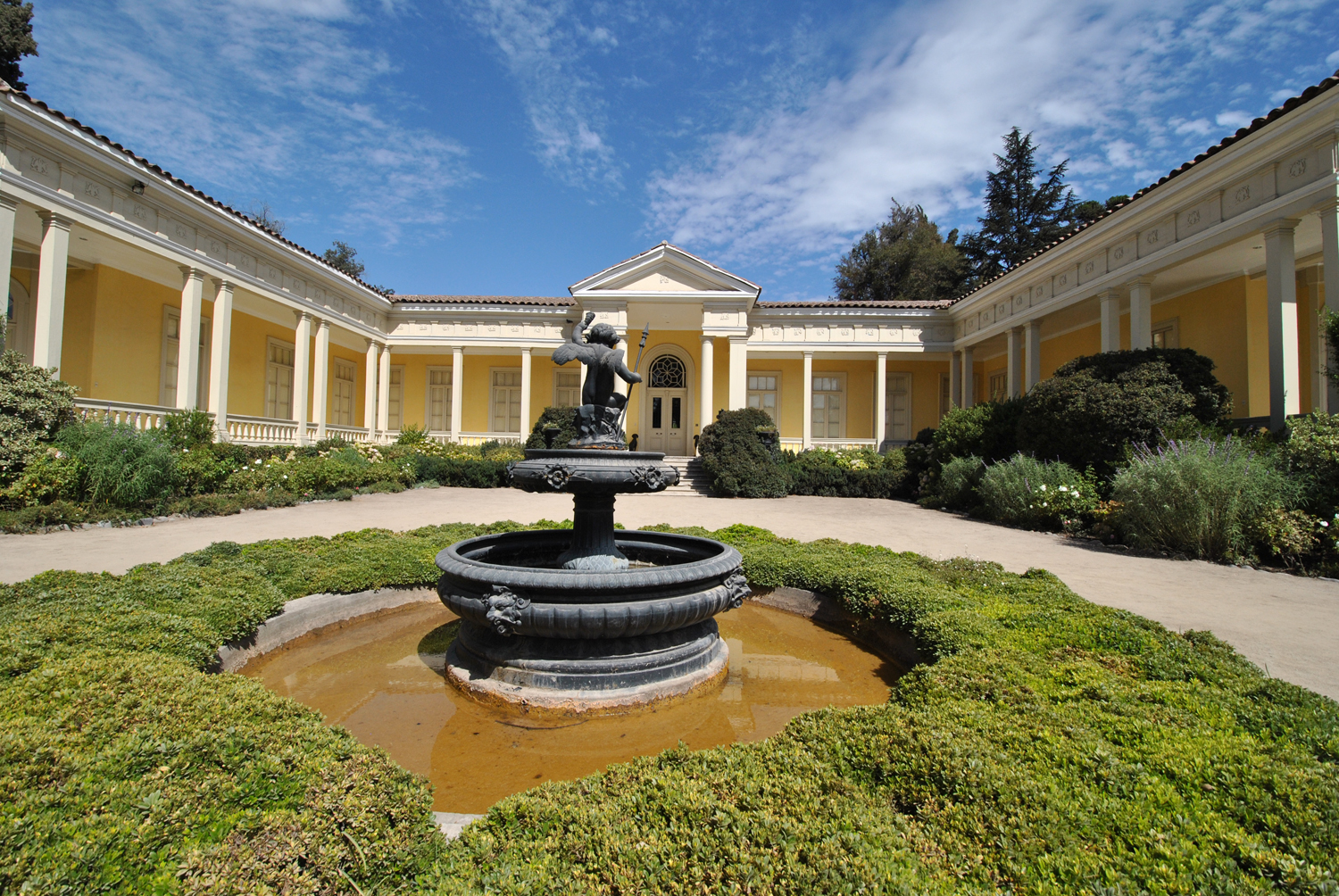
Casona de la familia Concha y Toro Subercaseux en Pirque, actualmente forma parte de la Viña Concha y Toro.

En 1883, Melchor Concha y Toro entró en el negocio vitivinícola al decidir plantar viñedos en el valle del Río Maipo. Trajo cepas francesas, de la región de Burdeos, y contrató al enólogo francés Monsieur Labouchere. De este proyecto nació Viña Concha y Toro.
Construyó una casona en Pirque en 1875 para vivir junto a su esposa Emiliana Subercaseaux. Con un estilo rural chileno y algunos toques de arquitectura francesa, la casona se distingue por sus extensos jardines.